# غولان افسي
غولان افسي (بالسويدية: Gulan Avci)‏ (ولد 20 أغسطس 1977) هي سياسية سويدية كردية الأصل, تمثل حزب الشعب الليبرالي.
وأنتخبت نائب عضو في البرلمان في عام 2006 وشغلت في آذار / مارس – أيلول / سبتمبر 2009، شباط / فبراير إلى نيسان / أبريل 2010. في آذار / مارس 2010، انفصلت عن خط حزبها وصوتت لصالح الاعتراف بالإبادة الأرمنية في البرلمان السويدي. غولان كانت رئيسة الشباب الكردي في السويد بين عامي 1998 و2000.
متزوجة من زميلها السياسي الليبرالي فريدريك مالم.

## وصلات خارجية
- غولان افسي الموقع الرسمي